# Попущение Божье
Попуще́ние Бо́жие — в монотеистических религиях (прежде всего в христианстве и мусульманстве) позволение Бога совершать своим творениям (живым существам или даже неживым стихиям) дела, безразличные Богу, неугодные ему и даже богопротивные. Примеры попущения Божьего: стихийные бедствия, злодеяния, грешная жизнь.

## Примеры попущения Божьего
В христианстве: обстоятельства грехопадения прародителей человечества. Бог имел возможность воспрепятствовать Еве сорвать плод с Древа Познания или даже не допустить её разговора со змием, но не стал делать этого. Также Бог мог воспрепятствовать убийству Авеля Каином, но не стал этого делать.
То же самое относится ко всем известным бедствиям, катастрофам и страданиям людей и других существ: Бог, имея возможность не допустить их, всё же позволил им произойти.

## Причины попущения Божьего

### В христианстве
Основной причиной попущений Божьих признаётся свобода воли человека. Если бы человек вообще не имел возможности грешить (подобно ангелу), не было бы никакой заслуги в его послушании Богу и несовершении грехов. Однако Бог создал человека как существо со свободной волей, способным уклоняться от исполнения Божьих заповедей. Поэтому он заслуживает награду за послушание Богу и наказание за непослушание.
Вторая причина Божьих попущений — наказание или вразумление Божье людям, погрязшим во грехе. Бог попускает природные катастрофы, эпидемии и т. п., чтобы люди покаялись и обратились к добру.

### В исламе
В исламе принята точка зрения, что абсолютно любое действие совершается по желанию Аллаха или с согласия Аллаха, но не против его воли. При этом некоторые действия людей приятны Аллаху (хотя они совершаются по его воле), а некоторые неприятны (но они всё равно происходят по его воле).
Причины страданий мусульман, допускаемые Аллахом, состоят, во-первых, в наказании за грехи мусульман. Во-вторых, предполагается, что многие страдания являются полезными и даже необходимыми для мусульманина, но он этого не может знать.

Быть может, вам неприятно то, что является благом для вас. И быть может, вы любите то, что является злом для вас. Аллах знает, а вы не знаете.

## Критика концепции
Слабость теории попущения чувствовали даже ранние христианские апологеты. Так, Кирилл Александрийский по поводу данного вопроса писал следующее:

Но кто-нибудь, думаю, скажет: если сотворенный человек имел дойти до столь великого несчастья, то не справедливо ли думать, что ему гораздо лучше было бы и не иметь бытия? Бог соделал славным и досточудным того, который спустя немного времени имел быть жалким и достойным сострадания, повинным проклятию и наказанию. Бог как Зиждитель по естеству, конечно, не мог не знать будущего. Поелику же, ведая это, творил Он его, то не обличает ли Себя более вреда, нежели пользы принесшим человеку, если имеющим быть несчастным поистине лучше было бы совершенно не родиться, согласно слову самого Спасителя, сказанному Им об ученике предателе: добрее было бы ему, аще не бы родился человек той (Мк. 14, 21). На это я скажу, что очень опасно и близко к крайнему безумию, или, лучше, прямо было бы безумием и даже гораздо более того — порицать Божественные намерения как неправильные и естество высочайшее или не считать заботящимся о надлежащем, или же считать его способным погрешать относительно полезного и лучшего для нас. Лучше было бы, если бы мы, считая естество Божественное непогрешимым в его советах и делах, удерживались от того, чтобы мудрствовати паче, еже подобает мудрствовати (Рим. 12, 3) и оставляли излишнее занятие этим как не свободным от вины.

Антиклерикальные мыслители были более резки.
После Лиссабонского землетрясения Вольтер написал ряд резких текстов, где прямо обвинял Бога в жестокости. В поэме «На гибель Лиссабона» Вольтер спрашивал:

Посмеете ль сказать, скорбя о жертвах сами: Бог отомщен, их смерть предрешена грехами?
Позднее Лео Таксиль писал:

Согласно богословским умствованиям, бог всезнающ — ему известно и будущее. Значит, он должен был предвидеть, что произойдет. Ничто ведь не делается без его воли. Значит, бог сам хотел, чтобы созданные им люди согрешили, — в этом не может быть никакого сомнения.